# Robyn Smith
Robyn Smith, née le 14 août 1942 à San Francisco, est une jockey professionnelle américaine. Active de 1969 à 1980, elle a accumulé 247 victoires sur les champs de courses de Californie et de New York. Elle est la première femme jockey à gagner une course à enjeu en 1973 aux États-Unis. Elle est la dernière épouse de Fred Astaire.

## Biographie

### Jeunesse
Robyn Smith est très évasive sur les détails de son enfance. Elle déclare, en 1972, à Sports Illustrated, qu'elle est née à San Francisco, le 14 août 1944, mais le journal n'a pu trouver aucun acte de naissance d'une Robyn Caroline Smith pendant plusieurs années autour de cette période. Les affirmations selon lesquelles elle aurait fréquenté l'Université Stanford en tant qu'étudiante en anglais et qu'elle aurait été sous contrat avec la Metro-Goldwyn-Mayer ont également été démenties[3]. En 1997, elle déclare au Los Angeles Times qu'elle avait été "vendue" lorsqu'elle était enfant et qu'elle était passée par une série de foyers d'accueil.
Des recherches postérieures ont montré qu'elle était née le 14 août 1942 à San Francisco sous le nom de Melody Dawn Miller. Placée très jeune chez les Smith, une famille d'accueil dans l'Oregon, elle est par la suite rendue à sa mère puis placée dans de nombreuses autres familles d'accueil. Après avoir obtenu son diplôme d'études secondaires en 1961, elle se rapproche des Smith dont elle prend le nom.

### Carrière de jockey
En avril 1969, Kjell Qvale accepte de laisser Smith monter l'un de ses chevaux, et le 3 avril, Smith est devenue la première femme jockey en Californie du Nord, en terminant deuxième d'une course aux Golden Gate Fields sur Swift Yorky. Lorsque Money Road termine dernier sur la même piste une semaine plus tard, la décision de lui accorder une licence d'apprentie jockey est remise en question. La décision de lui accorder ou non la licence dépendait d'Al Shelhamer, qui n'avait pas vu Smith monter en personne et devait consulter les films de ses deux premières courses à Golden Gate. Sa licence lui fut accordée, et lors de sa première course en tant que jockey licencié, Smith et Swift Yorky terminèrent à la neuvième place aux Golden Gate Fields, le 16 avril 1969. L'année suivante, Smith remporta sa première victoire à New York sur Hill Cloud à Aqueduct Racetrack dans le Queens.
Les premières victoires de Smith à New York et en Californie ont été considérées comme une source d'inspiration pour les futures cavalières. En 1973, avant le match de tennis " Bataille des sexes ", Smith défie Bobby Riggs à une course de chevaux, tout en plaisantant sur le fait qu'il refuserait le défi car « il ne veut pas se faire tuer ». Alors que de nombreux propriétaires de pur-sang étaient réticents à prêter leurs chevaux à une cavalière, Smith trouve un allié en Alfred Gwynne Vanderbilt Jr, le président de la New York Racing Association pendant sa carrière de jockey. Leur relation d'affaires donne lieu à des rumeurs de relation amoureuse entre Vanderbilt et Smith.
Robyn Smith fait la couverture de Sports Illustrated le 31 juillet 1972. Peu de temps après, il est annoncé qu'elle deviendrait la première cavalière à être honorée par la New York Turf Writers Association à Saratoga Springs. Nathan Isaacs, cadre textile à la retraite, donne le nom de Smith à une pouliche, Ramblin Robyn, qu'elle monte jusqu'à la victoire à Aqueduct en décembre 1973.
Après avoir commencé sa saison de course 1973 par une chute sur Faithville Ruler à Santa Anita Park, le 1er mars 1973, Smith est devenue la première femme jockey à gagner une course à enjeu, en remportant les 27 450 $ de prix du Paumonok Handicap au Aqueduct Racetrack sur le dos de North Sea. Le 3 octobre 1975, Smith est devenue la première femme jockey à gagner trois courses en un après-midi sur un grand circuit de New York. Elle remporte trois victoires à Belmont Park, en montant Lead Line, Slink, et Togs Drone.
En 1978, la carrière de Smith est à l'arrêt, elle n'enregistre qu'une seule victoire en 55 courses et lutte pour trouver des entraîneurs. La plupart de ses revenus provenaient de contrats publicitaires à la télévision. Après une dernière course à Saratoga le 30 juillet 1980, Smith annonce sa retraite officielle du sport le 9 août.

### Mariage avec Fred Astaire et vie ultérieure
Le 1er janvier 1973, un ami présente Smith à Fred Astaire à Santa Anita. Elle se marie avec lui le 24 juin 1980, dans la maison des Astaire à Beverly Hills, en Californie. Au moment de leur mariage, Astaire avait 81 ans et Smith 35.
Après la mort d'Astaire en 1987, Smith est impliquée dans une série de batailles juridiques concernant l'utilisation de l'image de son époux. Elle a notamment empêché le John F. Kennedy Center for the Performing Arts d'utiliser des séquences vidéo d'Astaire lors de son hommage télévisé de 1992 à sa collaboratrice de longue date à Hollywood, Ginger Rogers,. En 1998, la Cour d'appel des États-Unis pour le neuvième circuit s'est prononcée contre Smith dans une décision portant sur la question de savoir si un fabricant de cassettes vidéo éducatives pouvait utiliser des séquences d'Astaire appartenant au domaine public dans les films Swing Romance et Mariage royal pour enseigner des pas de danse.